# Ischnoptera rugosa
Ischnoptera rugosa es una especie de cucaracha del género Ischnoptera, familia Ectobiidae. Fue descrita científicamente por Lopes & Oliveira en 2006.
Habita en Brasil.